# Yue Jiu
En aquest nom xinès, el cognom és Yue (樂).
Yue Jiu (mort el 197) va ser un general militar servint sota el comandament del senyor de la guerra Yuan Shu durant el període de la tardana Dinastia Han Oriental de la història xinesa. En el 197, quan Yuan Shu estava atacant Chen (陳; en l'actualitat Anhui o Henan), el senyor de la guerra Cao Cao va dirigir una campanya contra Yuan Shu. Quan Yuan va sentir que Cao s'aproximava, va abandonar el seu exèrcit i va escapar, deixant enrere a Qiao Rui, Li Feng, Liang Gang i Yue Jiu per resistir l'atac de Cao. Però ells van ser derrotats per les forces de Cao i morts.